# Periclimenes pilipes
Periclimenes pilipes är en kräftdjursart som beskrevs av Bruce och Zmarzlyy 1983. Periclimenes pilipes ingår i släktet Periclimenes och familjen Palaemonidae. Inga underarter finns listade i Catalogue of Life.